# Rakahanga
Pour l’article homonyme, voir Rakahanga (circonscription).
Rakahanga est un atoll des  Îles Cook situé à 38 km au nord-nord-ouest de Manihiki, considérée comme son île sœur, la tradition  voulant en effet qu'elle ait servi de « garde-manger » à cette dernière. Rarotonga, la plus grande île du pays, se trouve à 1 243 km au sud.

## Géographie
L'atoll, de forme grossièrement rectangulaire, comprend deux grandes îles et sept îlots (motu) disposés en anneau autour du  lagon et entourés par une barrière de récifs coralliens. L’altitude est très faible et le risque de submersion est devenu inquiétant. La superficie est d’environ 4 km², avec une population de 160 habitants en 2001, 140 en 2006 et 80 en 2016.
Le chef-lieu, le village de Rakahanga, se trouve sur l’île du sud, au bord de la passe principale.

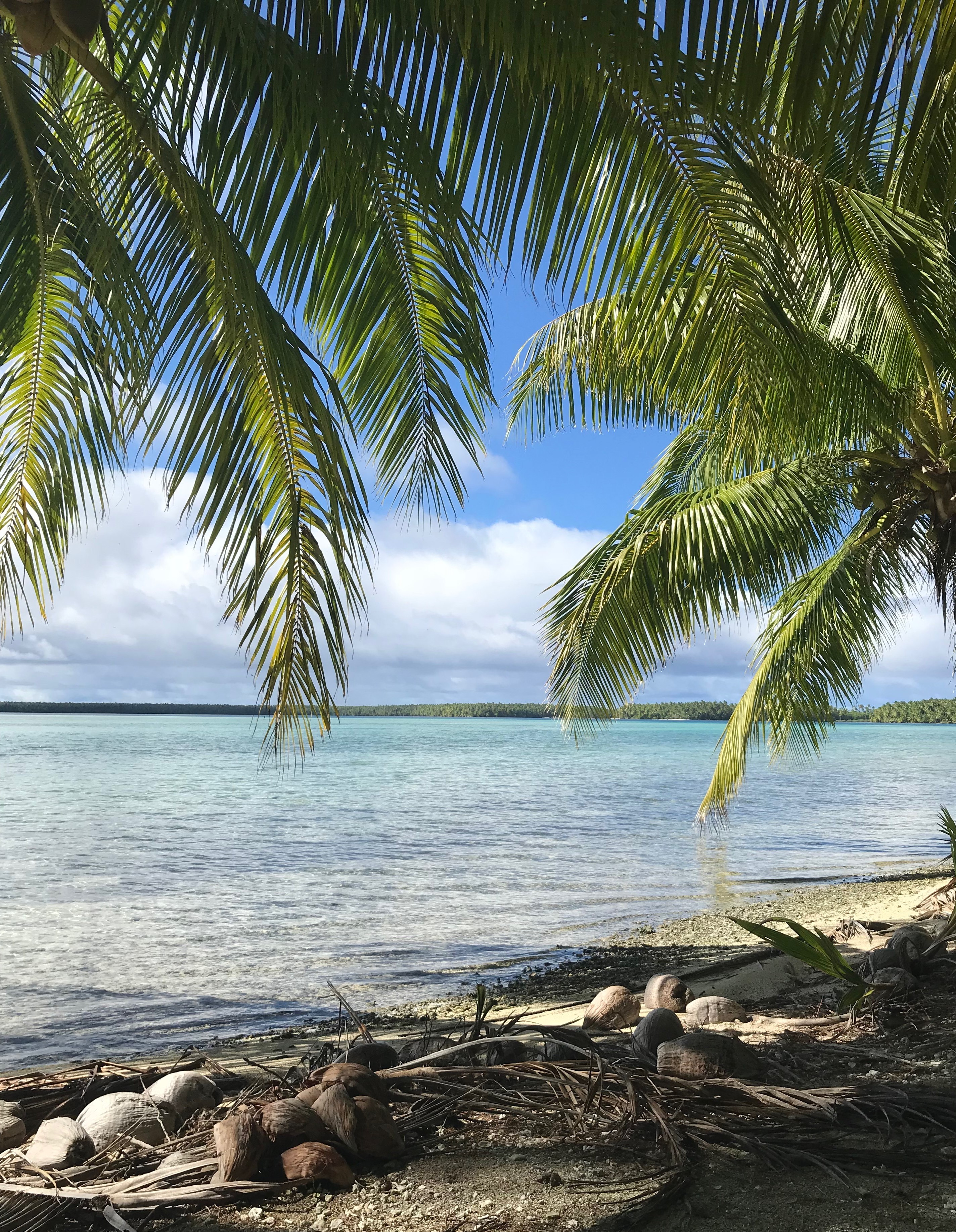
Vue sur le lagon depuis le sud-est. Le premier plan montre les déchets des palmiers.

## Histoire
Rakahanga est considéré comme la première des îles Cook à avoir connu, en 1606, le passage d'un navire européen, commandé par un capitaine portugais, Pedro Fernández de Quirós, au service de l’Espagne. Il baptisa l'île Isla de Gente Hermosa (« île des gens beaux »).  Son second, Torrès, l'appelle l'Île du massacre. La visite suivante n’eut lieu qu’en 1820, avec le passage du Russe Thaddeus Bellingshausen qui rebaptisa l'atoll Île du grand Duc Alexandre. Puis vinrent des baleiniers américains, le capitaine Patrickson qui l’appela Reirson Island, le capitaine Joshua Coffin, sur le baleinier Ganges, qui l’appela Little Ganges Island  (1828). D'autres noms lui ont été attribués, Île Francis, Île de la Princesse Marianne...  Aucun de ces noms d’origine européenne n’a survécu.
L'île fut christianisée à partir de 1857 par un missionnaire de la London Missionary Society, Aaron Buzacott.

## Économie
L'économie de Rakahanga repose en partie sur la récolte du coprah, le taro, la confection de chapeaux en feuilles de cocotier tressées ensuite exportés et vendus à Rarotonga. Jusqu'à récemment, son lagon ne permettait pas d'y établir des fermes perlières, en raison d'une profondeur insuffisante. Il semble que ce problème soit aujourd'hui résolu et que des fermes pourront s'installer très prochainement,  permettant à l'île de se développer

## Personnalités
Le 30 août 1958, le radeau Tahiti-Nui III du navigateur Éric de Bisschop s'échoue violemment sur la barrière corallienne de Rakahanga, provoquant la mort du capitaine. Celui-ci est d'abord inhumé à Rakahanga, dans le délai de 24 heures que la règle impose, avant qu'un navire de la Marine française arrivé de Tahiti (le 4 septembre) récupère l'équipage et le corps d'Eric de Bisschop (actuellement inhumé à Rurutu, Polynésie française).